# Jaipur Stock Exchange
Die Jaipur Stock Exchange (JSE) war eine indische Wertpapierbörse und hatte ihren Sitz in Jaipur, Rajasthan. Die JSE stellte ihren Betrieb ein und wurde im März 2015 von der SEBI geschlossen.

## Geschichte
Die JSE wurde 1989 gegründet und offiziell anerkannt. Sie war zeitweise die drittgrößte Börse Indiens, gemessen an der Mitgliederzahl. Dr. J. N. Dhankhar übernahm die Position des geschäftsführenden Direktors der JSE. Innerhalb von sieben Jahren nach ihrer Gründung, d. h. bis Januar 1996, konnte die JSE 750 Unternehmen notieren, und der tägliche Umsatz stieg auf durchschnittlich 80 Millionen Rupien.
Im Jahr 2005 wurde die Börse demutualisiert und zu einer Aktiengesellschaft umgewandelt.
Die JSE war eine der 15 regionalen Börsen, die die Inter-connected Stock Exchange of India Ltd. durch die Zahlung eines Startkapitals von 1 Crore Rupien (5 Lakh Rupien als Aufnahmegebühr und 95 Lakh Rupien als Infrastrukturgebühr) förderten.